# Алан Міліан
Алан Міліан (ісп. Alaín Milián; нар. 15 січня 1983, Сьєго-де-Авіла, провінція Сьєго-де-Авіла) — кубинський борець греко-римського стилю, бронзовий призер чемпіонату світу, дворазовий чемпіон Панамериканських чемпіонатів, бронзовий призер Панамериканських ігор, срібний та бронзовий призер Кубків світу, учасник Олімпійських ігор.

## Життєпис
Боротьбою почав займатися з 1994 року.
Виступав за борцівський клуб борцівський клуб «Cerro Pelado», Гавана. Тренери — Педро Валь, Карлос Уласья.

## Спортивні результати на міжнародних змаганнях

### Виступи на Олімпіадах
| Змагання                    | Збірна | Вагова категорія                 | Місце |
| --------------------------- | ------ | -------------------------------- | ----- |
| Літні Олімпійські ігри 2008 | Куба   | греко-римська боротьба, до 66 кг | 9     |

### Виступи на Чемпіонатах світу
| Змагання                        | Збірна | Вагова категорія                 | Місце  |
| ------------------------------- | ------ | -------------------------------- | ------ |
| Чемпіонат світу з боротьби 2005 | Куба   | греко-римська боротьба, до 66 кг | Бронза |
| Чемпіонат світу з боротьби 2006 | Куба   | греко-римська боротьба, до 66 кг | 17     |

### Виступи на Панамериканських чемпіонатах
| Змагання                                   | Збірна | Вагова категорія                 | Місце  |
| ------------------------------------------ | ------ | -------------------------------- | ------ |
| Панамериканський чемпіонат з боротьби 2005 | Куба   | греко-римська боротьба, до 66 кг | Золото |
| Панамериканський чемпіонат з боротьби 2008 | Куба   | греко-римська боротьба, до 66 кг | Золото |

### Виступи на Панамериканських іграх
| Змагання                  | Збірна | Вагова категорія                 | Місце  |
| ------------------------- | ------ | -------------------------------- | ------ |
| Панамериканські ігри 2007 | Куба   | греко-римська боротьба, до 66 кг | Бронза |

### Виступи на Кубках світу
| Змагання                    | Збірна | Вагова категорія                 | Місце  |
| --------------------------- | ------ | -------------------------------- | ------ |
| Кубок світу з боротьби 2005 | Куба   | греко-римська боротьба, до 66 кг | Бронза |
| Кубок світу з боротьби 2006 | Куба   | греко-римська боротьба, до 66 кг | Срібло |

### Виступи на інших змаганнях
| Змагання                           | Збірна | Вагова категорія                 | Місце  |
| ---------------------------------- | ------ | -------------------------------- | ------ |
| Гран-прі Німеччини з боротьби 2005 | Куба   | греко-римська боротьба, до 66 кг | Золото |
| Гран-прі Німеччини з боротьби 2008 | Куба   | греко-римська боротьба, до 66 кг | Бронза |